# 상교정본자비도량참법 권9~10 (보물 제1543-1호)
상교정본자비도량참법 권9~10(詳校正本慈悲道場懺法 卷九~十)은 대한민국 충청남도 예산군 덕산면 수덕사 성보박물관에 있는 고려시대의 불경이다. 2008년 3월 12일 대한민국의 보물 제1543호로 지정되었다가, 2019년 1월 3일 대한민국의 보물 제1543-1호로 변경되었다.

## 개요
이 책은 1316년(고려 충숙왕 3) 8월에 보현사 비구 석연이 주선하여 변산에서 개판된 불교 의식집이다. 『자비도량참법』은 양의 무제가 찬수한 뒤에 대양의 천감연간(502∼519)에 고승들이 번잡한 곳을 없애고 핵심이 되는 요지를 촬록하였으며 또 여러 경전에서 묘어를 선택하여 모았다. 세월이 지나는 사이에 본문에 착오와 와전이 생겨나자 원대에 이르러 내용을 대교(對校)하고 심정(審訂)하여 다시 정리하였으므로 상교정본이란 말을 붙이게 되어 그것이 『상교정본자비도량참법』이다. 이 『상교정본자비도량참법』은 일종의 참회문의 총서라고 할 만큼 여러 경전에 들어 있는 참회의 방법과 내용들을 일정한 체계로 엮어 낸 참법서이다.
본문에는 피휘 결획이 있어 고려본의 특징이 나타나 있고 권10말에는 간행사항과 간행에 참여한 사람들이 수록되어 있어 불교의식뿐만 아니라 불교사 및 서지학연구에 귀중한 자료이다.

## 같이 보기
- 자비도량참법

## 참고 자료
- 상교정본자비도량참법 권9~10 - 국가유산청 국가유산포털